# NRS 1-36
De serie NRS 1-36 was een serie stoomlocomotieven van de Nederlandsche Rhijnspoorweg-Maatschappij (NRS), welke daarna ook nog bij de Hollandsche IJzeren Spoorweg-Maatschappij (HSM) en Maatschappij tot Exploitatie van Staatsspoorwegen (SS) hebben dienstgedaan.

## NRS 1-36
Na de ombouw van het traject Amsterdam - Arnhem van breedspoor tot normaalspoor in de periode 1854-1855, had de NRS behoefte aan locomotieven voor normaalspoor. In tegenstelling tot de HSM, die een vijftal locomotieven liet omsporen, verving de NRS haar hele locomotiefpark door nieuw materieel. 
Reeds in 1852, ruim voordat de ombouw aanving, werden 24 locomotieven besteld bij de fabriek van Sharp Stewart and Company te Glasgow. Na enige tijd werd de bestelling uitgebreid tot 36 locomotieven. De eerste zestien locomotieven 1-16 werden in 1855 in dienst gesteld, de 17-36 volgden in 1856. De typische Engelse bouwstijl gaf de locomotieven de bijnaam de gewone Engelsen.
Twee oorspronkelijk voor de NRS bedoelde locomotieven, vermoedelijk de 11 en 12 (fabrieksnummers 841 en 842) werden echter aan de London, Brighton and South Coast Railway verkocht, waarna Sharp Stewart and Company twee nieuwe locomotieven voor de NRS bouwde.
Doordat de behoefte aan locomotieven toch minder was dan verwacht werden de 31-36 spoedig buiten dienst gesteld en opgeslagen. Nadat een aanbod aan de London, Brighton and South Coast Railway werd afgekeurd, werden deze locomotieven in 1861 verkocht aan de London, Chatham and Dover Railway (LC&DR). De LC&DR gaf de locomotieven namen van edelstenen en liet de locomotieven tussen 1864 en 1865 ombouwen tot 1B tenderlocomotieven. In 1891 werden ze afgevoerd.
De aanvankelijk maximale stoomspanning van 6,9 kg/cm2 werd bij een deel van de serie door het vervangen van de ketels door nieuwere ketels, gebouwd door Hohenzollern en Sharp Stewart, verhoogd tot 8,3 kg/cm2 (NRS 7, 11 en 19) of zelfs 10,3 kg/cm2 (NRS 2-4, 10, 18, 21, 24 en 28).
Nadat de NRS in 1890 werd opgeheven, werd het materieel verdeeld over de Hollandsche IJzeren Spoorweg-Maatschappij (HSM) en Maatschappij tot Exploitatie van Staatsspoorwegen (SS).

## HSM 324-338
De locomotieven 1, 2, 6, 7, 9-11, 14-16, 21, 22 en 30 gingen naar de HSM. De HSM nummerde de locomotieven al naargelang de maximale stoomspanning van de ketel in in de series 324-333 (met 6,9 kg/cm2), 334-335 (met 8,3 kg/cm2) en 336-338 (met 10,3 kg/cm2). De locomotieven met nog de oude ketel met lage maximale stoomspanning werden nauwelijks gebruikt en werden tussen 1891 en 1894 buiten dienst gesteld. Alleen de 329 en 333 kregen nog het soortmerk P1 en bleven tot 1900 en 1898 in dienst.
De locomotieven met een nieuwe ketel kregen het soortmerk P2 en bleven tot 1903-1915 in dienst. 
Een aantal locomotieven werd doorverkocht aan aannemers, waar ze nog enige jaren werden gebruikt, om of weer doorverkocht te worden of afgevoerd te worden.

## SS 1003-1029
De locomotieven 3-5, 8, 12, 13, 17-20, 23-25, 28 en 29 gingen naar de SS en kregen de SS nummers 1003-1005, 1008, 1012, 1013, 1017-1020, 1023-1025, 1028 en 1029 (eenvoudigweg de NRS nummers verhoogd met 1000). De SS zette de ketelvervanging voort met de 1008, 1023 en 1028, welke eveneens een ketel met een maximale stoomspanning van 10,3 kg/cm2 kregen.
De locomotieven met nog de oude ketels werden tussen 1884 en 1909 afgevoerd. De locomotieven met een nieuwe ketel werden tussen 1910 en 1921 afgevoerd. De 1003 en 1004 haalden daarmee nog het nieuwe nummerplan van 1921, door het samenvoegen van de materieelparken van de SS en HSM, en zouden van de NS nummers 201 en 202 worden voorzien. Doordat echter al bekend was dat de locomotieven zouden worden verkocht, werd van de omnummering afgezien. Ook de SS verkocht enkele locomotieven aan aannemers.

## Overzicht
| Fabrieksnummer | In dienst | NRS nummer | Nieuwe ketel        | SS nummer | HSM nummer | HSM soortmerk | Uit dienst | Naam (bij LD&CR / bij aannemer) | Bijzonderheden                                                                                  |
| -------------- | --------- | ---------- | ------------------- | --------- | ---------- | ------------- | ---------- | ------------------------------- | ----------------------------------------------------------------------------------------------- |
| 817            | 1855      | 1          |                     |           | 324        | -             | 1894       |                                 |                                                                                                 |
| 818            | 1855      | 2          | 10,3 kg/cm2 in 1889 |           | 336        | P2            | 1914       |                                 | Verkocht in 1914.                                                                               |
| 819            | 1855      | 3          | 10,3 kg/cm2 in 1886 | 1003      |            |               | 1921       |                                 | Zou in 1921 NS 201 worden. Verkocht in 1921.                                                    |
| 823            | 1855      | 4          | 10,3 kg/cm2 in 1886 | 1004      |            |               | 1921       |                                 | Zou in 1921 NS 202 worden. Verkocht in 1921.                                                    |
| 824            | 1855      | 5          |                     | 1005      |            |               | 1894       |                                 |                                                                                                 |
| 825            | 1855      | 6          |                     |           | 325        | -             | 1894       |                                 |                                                                                                 |
| 837            | 1855      | 7          | 8,3 kg/cm2 in 1882  |           | 334        | P2            | 1910       |                                 |                                                                                                 |
| 838            | 1855      | 8          | 10,3 kg/cm2 in 1891 | 1008      |            |               | 1912       |                                 |                                                                                                 |
| 839            | 1855      | 9          |                     |           | 326        | -             | 1891       |                                 |                                                                                                 |
| 840            | 1855      | 10         | 10,3 kg/cm2 in 1889 |           | 337        | P2            | 1903       |                                 |                                                                                                 |
| 841            | 1855      |            |                     |           |            |               |            |                                 | Oorspronkelijk besteld door NRS, maar geleverd aan de London, Brighton and South Coast Railway. |
| 842            | 1855      |            |                     |           |            |               |            |                                 | Oorspronkelijk besteld door NRS, maar geleverd aan de London, Brighton and South Coast Railway. |
| 884            | 1855      | 11         | 8,3 kg/cm2 in 1881  |           | 335        | P2            | 1915       |                                 | Verkocht in 1915.                                                                               |
| 885            | 1855      | 12         |                     | 1012      |            |               | 1884       | Marie                           | In 1898 verkocht aan aannemer Th. Verhoeven in Utrecht. In 1901 doorverkocht. Gesloopt in 1913. |
| 886            | 1855      | 13         |                     | 1013      |            |               | 1909       |                                 |                                                                                                 |
| 887            | 1855      | 14         |                     |           | 327        | -             | 1892       |                                 |                                                                                                 |
| 895            | 1855      | 15         |                     |           | 328        | -             | 1892       |                                 |                                                                                                 |
| 896            | 1855      | 16         |                     |           | 329        | P1            | 1900       |                                 |                                                                                                 |
| 897            | 1856      | 17         |                     | 1017      |            |               | 1897       | Lize                            | In 1897 verkocht aan aannemer Th. Verhoeven in Utrecht. In 1899 gesloopt.                       |
| 898            | 1856      | 18         | 10,3 kg/cm2 in 1887 | 1018      |            |               | 1915       |                                 |                                                                                                 |
| 908            | 1856      | 19         | 8,3 kg/cm2 in 1881  | 1019      |            |               | 1910       |                                 |                                                                                                 |
| 906            | 1856      | 20         |                     | 1020      |            |               | 1894       |                                 | In 1895 verkocht aan aannemer B. van Buuren in Amsterdam. Tot 1897 gebruikt.                    |
| 907            | 1856      | 21         | 10,3 kg/cm2 in 1883 |           | 338        | P2            | 1905       |                                 |                                                                                                 |
| 909            | 1856      | 22         |                     |           | 330        | -             | 1894       |                                 |                                                                                                 |
| 918            | 1856      | 23         | 10,3 kg/cm2 in 1891 | 1023      |            |               | 1916       |                                 |                                                                                                 |
| 919            | 1856      | 24         | 10,3 kg/cm2 in 1889 | 1024      |            |               | 1912       |                                 |                                                                                                 |
| 942            | 1856      | 25         |                     | 1025      |            |               | 1910       |                                 |                                                                                                 |
| 943            | 1856      | 26         |                     |           | 331        | -             | 1891       |                                 |                                                                                                 |
| 944            | 1856      | 27         |                     |           | 332        | -             | 1891       |                                 |                                                                                                 |
| 945            | 1856      | 28         | 10,3 kg/cm2 in 1892 | 1028      |            |               | 1913       |                                 |                                                                                                 |
| 946            | 1856      | 29         |                     | 1029      |            |               | 1894       |                                 | In 1895 verkocht aan aannemer B. van Buuren in Amsterdam. Tot 1897 gebruikt.                    |
| 947            | 1856      | 30         |                     |           | 331        | P1            | 1898       | Lydia                           | In 1898 verkocht aan aannemer Th. Verhoeven in Utrecht. In 1903 gesloopt.                       |
| 957            | 1856      | 31         |                     |           |            |               | 1891       | Onyx                            | In 1861 verkocht aan LD&CR. In 1864/1865 verbouwd tot tenderlocomotief.                         |
| 958            | 1856      | 32         |                     |           |            |               | 1891       | Emerald                         | In 1861 verkocht aan LD&CR. In 1864/1865 verbouwd tot tenderlocomotief.                         |
| 959            | 1856      | 33         |                     |           |            |               | 1891       | Diamond                         | In 1861 verkocht aan LD&CR. In 1864/1865 verbouwd tot tenderlocomotief.                         |
| 960            | 1856      | 34         |                     |           |            |               | 1891       | Ruby                            | In 1861 verkocht aan LD&CR. In 1864/1865 verbouwd tot tenderlocomotief.                         |
| 961            | 1856      | 35         |                     |           |            |               | 1891       | Amethyst                        | In 1861 verkocht aan LD&CR. In 1864/1865 verbouwd tot tenderlocomotief.                         |
| 962            | 1856      | 36         |                     |           |            |               | 1891       | Pearl                           | In 1861 verkocht aan LD&CR. In 1864/1865 verbouwd tot tenderlocomotief.                         |